# Joris Gillé
Joris Gillé (19 april 1996) is een Belgisch handballer.

## Levensloop
Gillé was actief bij Initia Hasselt en HC Tongeren. Halfweg seizoen 2020-'21 ging hij over naar het Nederlandse Bevo HC.
Tevens is hij als international actief bij het Belgisch handbalteam. Hij werd onder meer geselecteerd voor het wereldkampioenschap van 2023.
Zijn broer Sander is actief in het tennis (dubbelspel).